# UFC 1
UFC 1: The Beginning, à l'origine simplement connu sous le nom de The Ultimate Fighting Championship, est le premier événement d'arts martiaux mixtes organisé par l'Ultimate Fighting Championship.
La soirée a eu lieu le 12 novembre 1993 à Denver, dans le Colorado, à la McNichols Arena. Le nombre de spectateurs est de 2 800 et la vente des places rapporta 73 000 $.
L'événement se déroule sous la forme d'un tournoi, sans catégorie de poids et sans limite de temps.
Les combattants pouvaient remporter leur combat par soumission ou knockout.
On a dit qu'il n'y avait aucune règle lors de ce premier UFC mais en réalité il y en avait quelques-unes, notamment pas d'attaque dans les yeux et pas de morsure.
Royce Gracie remporte ce tournoi, qui marque l'avènement du jiu-jitsu brésilien, du grappling, du combat au sol et du combat libre en général.

## Participants
Les huit participants de ce tournoi représentent chacun un style de combat différent. Il y a un remplaçant et un combattant engagé pour affronter le remplaçant :
- Teila Tuli est un lutteur de sumo originaire d'Hawaï[1]. Il se fait connaitre comme sumo sous le nom de Takamishu entre mars 1987 et juillet 1989 au sein de l'écurie Azumazeki[2]. Il remporte trois tournois (un dans la division Jonokuchi, un comme Jonidan et un dans la division Makushita)[2]. Il a un bilan de 57 victoires, 27 défaites et 14 absences pour blessure[2].
- Gerard Gordeau (en) vient des Pays-Bas et est champion du monde de savate en 1988[1]. Il s'illustre dans d'autres sports de combat comme le karaté et le ju-jitsu[1].
- Zane Frazier (en) est un karatéka et un kick-boxeur américain[1]. Il est notamment champion international de karaté dans la catégorie des poids lourds en 1987 et 1990 et est alors l'actuel champion superlourd d'Amérique de la World Kickboxing Federation[3]
- Kevin Rosier (en) est un kick-boxeur ainsi qu'un un boxeur professionnel américain[1]. Il est notamment un champion ISKA, WKKC et WKA de kick-boxing et en tant que boxeur a alors un bilan d'une victoire par K.O. pour trois défaites[1],[4].
- Royce Gracie est un combattant brésilien qui est ceinture noire de jiu-jitsu brésilien[1]. Il a alors une petite réputation en tant que pratiquant d'arts martiaux en Californie[1].
- Art Jimmerson (en) est lui boxeur professionnel[1]. Il totalise alors 29 victoires dont 17 par K.O et cinq défaites[5]. Pour UFC 1, il lutte avec un seul gant de boxe[1].
- Ken Shamrock est un shootfighter ainsi que le seul à avoir déjà participé à des combats d'arts martiaux mixtes[1]. Il est alors invaincu avec trois victoires à la Pancrase au Japon[6].
- Patrick Smith (en) est ceinture noire de tae kwon do, d'hapkido, de karaté ainsi que de tang soo do[1].
- Jason DeLucia (en) est le remplaçant en cas de blessure[1]. Il pratique le jiu-jitsu brésilien qu'il a appris au dojo de la famille Gracie[1].
- Trent Jenkins (en) est un karatéka et ne participe pas au tournoi mais il va affronter Patrick Smith[1].

## Déroulement

### Quarts de finale
La retransmission commence avec la présentation de Bill Wallace et Jim Brown, les deux commentateurs de l'UFC. Ils expliquent brièvement les règles : il n'y a pas de règles à l'exception des morsures et des doigts dans les yeux, pas de juges pour décider d'un vainqueur et pas de limite de temps. On ne peut gagner que par K.O. ou soumission.
Le premier quart de finale oppose Gerard Gordeau (en) à Teila Tuli. Tuli pousse son adversaire dans un des coins de l’octogone avant de tomber. Gordeau lui donne un coup de pied au visage puis l'arbitre arrête le combat. Tuli vient de perdre une dent et saigne au niveau d'un de ses yeux. Gordeau se qualifie pour les demi-finales après sa victoire par KO technique.
Le deuxième quart de finale oppose Zane Frazier (en) à Kevin Rosier (en). Frazier domine le combat pendant les premières minutes en donnant des coups de poing et des coups de genou à son adversaire dans un des coins. Frazier s’essouffle ce qui permet à son adversaire de revenir dans le combat. Rosier apparait lui aussi au bord de l'épuisement mais parvient à mettre son adversaire au sol après des coups de poing et lui donne ensuite des coups de pied au visage. L'entraineur de Frazier jette l'éponge pour mettre fin à ce combat après quatre minutes et quarante huit secondes.
Royce Gracie se retrouve face à Art Jimmerson (en). Après un temps d’observation, Gracie met au sol son adversaire et l'empêche de se reprendre son souffle en l'étouffant en mettant son torse contre la bouche. Jimmerson tape pour abandonner le combat.
Le dernier quart de finale voit s'affronter Ken Shamrock et Patrick Smith (en). Shamrock met rapidement son adversaire au sol et parvient à le soumettre en effectuant une clé de cheville.

### Demi-finale
La première demi-finale oppose Gerard Gordeau (en) à Kevin Rosier (en). Gordeau met rapidement son adversaire au sol et lui inflige plusieurs coups de poing et de coups de pied. L'entraineur de Rosier décide de mettre fin à ce combat en jetant l'éponge avant la fin de la 1re minute.

## Résultat
| Match          | Vainqueur      | Perdant        | Technique | Round | Temps |
| 1              | Gerard Gordeau | Teila Tuli     | TKO (Doctor Stoppage consécutif à une coupure sous l'œil droit, due à un coup de pied à la tête) | 1     | 0:26  |
| 2              | Kevin Rosier   | Zane Frazier   | Jet de l'éponge (après de multiples coups de poing et deux écrasements de la tête à l'aide du pied)                                                                                                   | 1     | 4:20  |
| 3              | Royce Gracie   | Art Jimmerson  | Tap Out (depuis Mount Up Defense). Le match s'est déroulé sans un seul coup échangé, et seul un takedown a amené les deux lutteurs au sol.                                                            | 1     | 2:11  |
| 4              | Ken Shamrock   | Patrick Smith  | Soumission (Heel Hook) | 1     | 1:49  |
| 5              | Gerard Gordeau | Kevin Rosier   | Tap Out et Jet de l'éponge simultanés (après de multiples coups de poing et un écrasement des côtes à l'aide du pied)                                                                                 | 1     | 0:59  |
| 6              | Royce Gracie   | Ken Shamrock   | Soumission (Rear naked choke, pas tout à fait ventre à dos, mais plutôt depuis le côté droit. L'étranglement était là, mais Gracie avait la jambe gauche emprisonnée par la jambe droite de Shamrock) | 1     | 0:57  |
| 7 (alternates) | Jason Delucia  | Trent Jenkins  | Soumission (Rear naked choke) | 1     | 0:52  |
| 8              | Royce Gracie   | Gerard Gordeau | Soumission (Rear naked choke) | 1     | 1:44  |

## Tableau des combats
|  | Quarts de finale | Quarts de finale |                |       | Demi-finales | Demi-finales |  |  | Finale | Finale |
|  | Quarts de finale | Quarts de finale |                |       | Demi-finales | Demi-finales |  |  | Finale | Finale |
|  |                  |                  |                |       |              |              |  |  |        |        |
|  |                  |                  |                |       |              |              |  |  |        |        |
|  |                  |                  |                |       |              |              |  |  |        |        |
|  | Gerard Gordeau   | TKO              |                |       |              |              |  |  |        |        |
|  | Gerard Gordeau   | TKO              |                |       |              |              |  |  |        |        |
|  | Teila Tuli       | 0:26             |                |       |              |              |  |  |        |        |
|  | Teila Tuli       | 0:26             | Gerard Gordeau | TKO   |              |              |  |  |        |        |
|  |                  |                  | Gerard Gordeau | TKO   |              |              |  |  |        |        |
|  |                  | Kevin Rosier     | 0:59           |       |              |              |  |  |        |        |
|  | Kevin Rosier     | Kevin Rosier     | 0:59           | TKO   |              |              |  |  |        |        |
|  | Kevin Rosier     |                  |                | TKO   |              |              |  |  |        |        |
|  | Zane Frazier     | 4:20             |                |       |              |              |  |  |        |        |
|  | Zane Frazier     | 4:20             | Royce Gracie   | Soum. |              |              |  |  |        |        |
|  |                  |                  | Royce Gracie   | Soum. |              |              |  |  |        |        |
|  |                  | Gerard Gordeau   | 1:44           |       |              |              |  |  |        |        |
|  | Royce Gracie     | Gerard Gordeau   | 1:44           | Soum. |              |              |  |  |        |        |
|  | Royce Gracie     |                  |                | Soum. |              |              |  |  |        |        |
|  | Art Jimmerson    | 2:11             |                |       |              |              |  |  |        |        |
|  | Art Jimmerson    | 2:11             | Royce Gracie   | Soum. |              |              |  |  |        |        |
|  |                  |                  | Royce Gracie   | Soum. |              |              |  |  |        |        |
|  |                  | Ken Shamrock     | 0:57           |       |              |              |  |  |        |        |
|  | Ken Shamrock     | Ken Shamrock     | 0:57           | Soum. |              |              |  |  |        |        |
|  | Ken Shamrock     |                  |                | Soum. |              |              |  |  |        |        |
|  | Patrick Smith    | 1:49             |                |       |              |              |  |  |        |        |
|  | Patrick Smith    | 1:49             |                |       |              |              |  |  |        |        |